# استان لوخا
استان لوخا (به اسپانیایی: Provincia de Loja) یک منطقهٔ مسکونی در اکوادور است که در اکوادور واقع شده‌است. استان لوخا ۱۱٬۰۶۲٫۷۳ کیلومتر مربع مساحت و ۴۴۸٬۹۶۶ نفر جمعیت دارد و ۲٬۲۲۵ متر بالاتر از سطح دریا واقع شده‌است.